# Народний комісаріат внутрішніх справ СРСР
Народний комісаріат внутрішніх справ (НКВС); (рос. Народный комиссариат внутренних дел (НКВД)) — одне з виконавчо-адміністративних відомств (міністерств) уряду СРСР союзно-республіканського підпорядкування. Створений 7 листопада 1917 року як комісаріат Тимчасового Раднаркому Радянської Росії. 19 березня 1946 р. перейменований на Міністерство внутрішніх справ СРСР.
Однойменний комісаріат з 1919 року існував в УСРР (у першому більшовицькому уряді в Україні був Народний секретаріат внутрішніх справ, який очолювала Євгенія Бош) як республіканський орган, хоча фактично він підпорядковувався НКВС РСФРР (згодом — СРСР). Після утворення СРСР у 1924 р. НКВС УРСР діяв як республіканський орган, здійснюючи суто адміністративні функції. У 1934 р. НКВС УРСР був підпорядкований безпосередньо Москві — новоствореному НКВС СРСР.
У структурах ЧК-ОГПУ, НКВС, СМЕРШ, КДБ тощо від самого початку працювали в основному росіяни. Історія радянських спецслужб є складовою частиною історії сучасної Росії.

## Завдання
Функції НКВС того часу навіть за формальними ознаками значно перевищував функції сучасного міністерства внутрішніх справ у структурі державної влади більшості країн світу, зокрема України.
НКВС відав:
- справами внутрішньої та місцевої адміністрації
- охороною громадського порядку
- обліком місця проживання громадян
- реєстрацією актів громадського стану
- протипожежною охороною
- карним розшуком
- веденням держархівів
- державною безпекою та охороною
- зовнішньою (закордонною) розвідкою
- контррозвідкою
- наглядом за офіцерським складом армії
- таборами примусової праці (ГУЛАГ) і в'язницями
- виконанням судових вироків
- мав власні війська НКВС (колишні ЧОН (Частини особливого призначення, рос. Части особого назначения)), що мали власну авіацію, артилерію і танки

Займався також боротьбою з національними та політичними рухами, зокрема тими, які проповідували ідеї національної незалежності та закликали до повалення радянської влади. Для досягнення цілей часто використовувались жорсткі методи (ув'язнення, допити, тортури), які відповідали злочинному режиму радянської влади й були пов'язані з порушенням прав людини та масовими репресіями.

## Історія
- Грудень 1917–1922 — справами державної безпеки та репресіями проти противників більшовицького режиму займається Всеросійська надзвичайна комісія, ВНК (рос. Всероссийская чрезвычайная комиссия, ВЧК),
- 1922–1924 — Державне політичне управління, ДПУ (рос. Государственное политическое управление, ГПУ),
- 1924-1934 — Об'єднане державне політичне управління, ОДПУ (рос. Объединенное государственно-политическое управление, ОГПУ).
- 1934 — утворено союзно-республіканський НКВС з включенням до нього ОДПУ.
- 1941, 1943 — з НКВС виділено органи державної безпеки (політична поліція) в окремий (теж союзно-республіканський) Народний комісаріат державної безпеки (НКДБ).

### Структура НКВС на 1941 рік
31 липня 1941 наказами НКВД № 00983 і 00984 були оголошені нова структура і розставлення керівного складу наркомату, у тому числі табірних управлінь (кількість главків та управлінь скорочувалася з одинадцяти до
дев'яти):
- Головне управління виправно-трудових таборів і колоній (ГУЛАГ): начальник — старший майор ГБ В. Г. Насєдкін;
- Головне управління аеродромного будівництва (ГУАС) : начальник — старший майор ГБ Л. Б. Сафразьян;
- Головне управління таборів залізничного будівництва (ГУЛЖДС): начальник — корінженер Н. А. Френкель;
- Головне управління таборів гідротехнічного будівництва (Главгидрострой): начальник — старший майор ГБ Я. Д. Рапопорт;
- Головне управління таборів промислового будівництва (Главпромстрой): начальник — майор ГБ Г. М. Орлов;
- Головне управління таборів гірничо-металургійної та паливної промисловості (ГУЛГМТП): начальник — П. А. Захаров;
- Управління таборів лісової промисловості (УЛЛП): начальник — старший майор ГБ М. М. Тимофєєв;
- Управління таборів з будівництва Куйбишевських заводів (Особстрой): начальник — старший майор ГБ О. П. Лєпилов;
- Головне управління шосейних доріг (ГУШОСДОР): начальник — військовий інженер 1 рангу В. Т. Федоров;
- Дальстрой: начальник — комісар ГБ 3 рангу І. Ф. Нікішов;
- Управління матеріально-технічного постачання (УМТС): начальник — майор ГБ В. О. Поддубко.

Цього ж дня циркуляром НКВД № 179 встановлювався новий розподіл обов'язків наркома та його заступників зі спостереження за роботою табірних і тюремних підрозділів:
- Берія — 4 спецвідділ;
- І. О. Сєров — УПВІ (Управління у справах військовополонених та інтернованих (згодом додано ПФТ)) і Тюремне управління;
- В. В. Чернишов — ГУЛАГ, ГУЛЖДС, УЛЛП, УМТС;
- Л. Б. Сафразьян — ГУАС, ГУШОСДОР, Главгидрострой;
- А. П. Завенягін — ГУЛГМП, Главпромстрой, Особстрой, Дальстрой.

24 жовтня 1941 наказом НКВС № 0450 Головгідробуд був розформований з 1 листопада. Збільшення числа главків та управлінь відбулося тільки після закінчення війни.

## Керівники НКВС СРСР
- Липень 1934 — вересень 1936 — Генріх Ягода
- Вересень 1936 — грудень 1938 — Микола Єжов
- Грудень 1938 — 29 грудня 1945 — Лаврентій Берія.

## Суспільно-політичний терор

Закатовані НКВС люди в Тернопільській в'язниці, липень 1941 року

Могила жертв НКВС у м. Чорткові

НКВС СРСР став головним органом масового політичного терору і скоєння злочинів проти людяності. В липні 1934 були сформовані основні адміністративні підрозділи НКВС — державної безпеки (рос. — ГУГБ), виправних трудових таборів (рос. ГУЛАГ), прикордонних і внутрішніх військ (ГУПВО), робітничо-селянської міліції та пожежної служби (ГУПО).
Мільйони «ворогів народу», членів їх родин, включаючи дітей (рос. — ЧС, «член семьи врага народа»; згідно з наказом НКВС № 00486, автоматично підпадали під репресії) були заслані до концентраційних (потім перейменованих на виправно-трудові) таборів ГУЛАГу чи страчено НКВС.
НКВС безпосередньо причетний до таких злочинів:
- Знищення, знекровлення національної інтелігенції України (пізніше назване як розстріляне відродження) та інших республік СРСР наприкінці 1920-х — середині 1930-х рр.
- Штучні голодомори в Україні, на Кубані, в Казахстані. Голодомор 1932—1933 рр. визнано рядом країн та класифікується багатьма істориками як радянсько-більшовицький геноцид проти українського народу. За різними оцінками загинуло від 4-5 до 7 млн населення України.
- Винищення національних установ та рухів в окупованих державах Східної Європи після Другої світової війни.

Національні кола України постраждали внаслідок справи «Спілки Визволення України» (Сергій Єфремов, Володимир Чехівський та ін.), багатьох діячів було вбито внаслідок терактів: (Євген Коновалець (1938), Симон Петлюра та Володимир Оскілко (1926).
Терору зазнали також заборонені у 1920-1930-х рр. Українська автокефальна православна церква та у 1940-х рр. Українська греко-католицька церква. Брали участь у боротьбі проти загонів Української повстанської армії, їхніх родин та прихильників, які боролись за незалежність України.
Після входження до СРСР Латвії, Литві та Естонії у 1939 р. відбулась масова депортація громадян до Сибіру. З Естонії було вивезено близько 60 тисяч осіб, Латвії та Литви — приблизно по 35 тисяч. З осені 1939 р. до літа 1941 р. за політичними мотивами, як правило, без суду і слідства було репресовано 10 % населення Західної України, приєднаної до УРСР. Крім того, після 1944 р. у східні райони СРСР було депортовано більше 203 тис. членів і прибічників ОУН — УПА та їх родин.
Аналогічні репресивні дії (арешти, депортації, страти) було вчинено на всіх теренах радянського впливу у країнах Центральної та Східної Європи (наприклад, розстріл 30-40 тис. польських військовополонених у Катині (за часів СРСР цей факт приховували — стверджували, що розстріл — справа рук гестапівців) та інших місцях у 1940 р., винищення лідерів і членів антинацистського та антирадянського спротиву Армії Крайової).
- Суспільний терор, зміст якого полягав в ув'язненні до концентраційних таборів ГУЛАГу понад 6 млн людей з багатьох звинувачень (у шпигунстві, диверсіях, шкідництві, куркульстві, буржуазному націоналізмі) та їх страті (приклади — «Шахтинська справа», «Справа лікарів»[3]) та ін.). На відміну від німецьких таборів, у ГУЛАГу не ставилось за мету фізичне знищення окремої нації, але чисельність постраждалих та умови утримання були досить схожими.

Більшість людей було засуджено трійками НКВС. Докази не мали будь-якої ваги, достатньо було анонімного доносу для арешту.
Сотні масових захоронень, знайдених пізніше по всьому СРСР та за його кордонами, були результатами таких операцій. Документальні докази свідчать про «плановість системи» масових розстрілів. Такі «плани» показували кількість жертв («ворогів народу») у прив'язці до певних регіонів країни.
Жорстокі репресії та часто смертна кара застосовувались до переміщених для примусової праці до Німеччини осіб (понад 5 млн людей), військовополонених та білоемігрантів — не громадян СРСР.
- Політичний терор, себто процеси, репресії та страта політичних супротивників Йосипа Сталіна (наприклад, Лев Троцький, Микола Бухарін, Лев Каменєв), їх безпосередніх та вигаданих прибічників.
- Масові екзекуції в'язнів під час відступу Червоної армії влітку 1941 р. У Західній Україні, Вінниці, Харкові, Криму та інш. органами НКВС вбито тисячі в'язнів[4].

| Харків:«...А найстрашніше — спалили на Чернишевській вулиці в’язницю НКВД разом з ув’язненими. Там згоріло в страшних муках 1200 людей»[5]. |
- Примусова депортація народів внаслідок вигаданого Москвою їх «масового колабораціонізму» з німецькими загарбниками у 1944 —1945 рр. (кримські татари, чеченці, поволжські німці та ін.), через що їх чисельність зменшувалась майже удвічі впродовж кількох років.
- Співробітництво з органами тоталітарних держав. Наприкінці 1930-х і початку 1940-х рр. НКВС передав Гестапо сотні німецьких та австрійських комуністів, що було частиною домовленостей про розподіл сфер впливу нацистської Німеччини та СРСР, внаслідок загрози Союзу зі сторони «демократичних» Англії та Франції згідно з пактом Молотова — Ріббентропа; у 1947 р. допомагали польським тоталітаристам проводити Операцію «Вісла».
- Депортація до концтаборів громадян Радянського Союзу, що під час війни опинилися в німецькому полоні, залишилися на захопленій Вермахтом території чи були угнані на примусові роботи в Німеччину, чи якимсь іншим чином перебували на території Західної Європи.

## Очільники НКВС УРСР (УСРР) у 1937–1941 роках

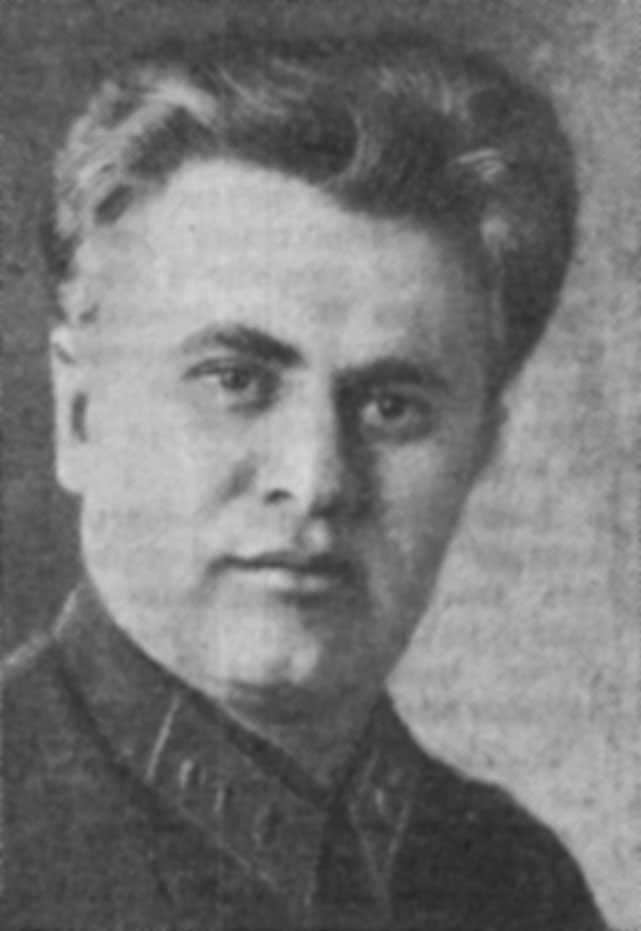
Всеволод Балицький (1892 — 1937), нарком НКВС УРСР у 1924 — 1930, 1934 — 1937 рр.
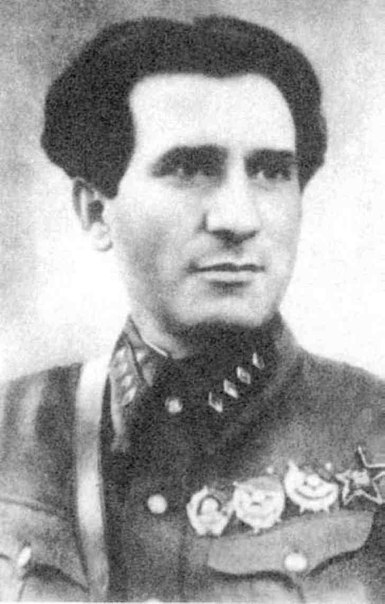
Ізраїль Леплевський (1894 — 1938), нарком НКВС УРСР у 1935 р.
Василь Іванов (1894 — 1938), т.в.о. наркома НКВС УРСР у 1937 р.
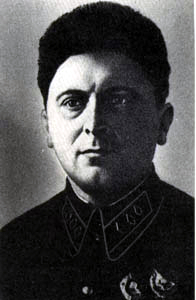
Олександр Успенський  (1902 — 1940), нарком НКВС УРСР у 1938 р.
Іван Сєров (1905 — 1990), нарком НКВС УРСР у 1939 — 1941 рр.

## Застосування тортур
10 січня 1939 року в усі управління НКВД була відправлена шифрограма «Про застосування заходів фізичного впливу щодо ворогів народу». Документ, який схвалює застосування тортур під час слідства, був підписаний Сталіним особисто. Але тортури широко застосовувалися і раніше. В шифрограмі говорилося, що «застосування фізичного впливу в практиці НКВД було допущено з 1937 року з дозволу ЦК ВКП (б)».
| Шифротелеграмма И.В. Сталина секретарям обкомов, крайкомов и руководству НКВД—УНКВД о применении мер физического воздействия в отношении "врагов народа" 10.01.1939 26/ш Шифром ЦК ВКП(б) СЕКРЕТАРЯМ ОБКОМОВ, КРАЙКОМОВ, ЦК НАЦКОМПАРТИИ, НАРКОМАМ ВНУТРЕННИХ ДЕЛ, НАЧАЛЬНИКАМ УНКВД ЦК ВКП стало известно, что секретари обкомов — крайкомов, проверяя работников УНКВД, ставят им в вину применение физического воздействия к арестованным как нечто преступное. ЦК ВКП разъясняет, что применение физического воздействия в практике НКВД было допущено с 1937 года с разрешения ЦК ВКП. При этом было указано, что физическое воздействие допускается как исключение, и притом в отношении лишь таких явных врагов народа, которые, используя гуманный метод допроса, нагло отказываются выдать заговорщиков, месяцами не дают показаний, стараются затормозить разоблачение оставшихся на воле заговорщиков, — следовательно, продолжают борьбу с Советской властью также и в тюрьме. Опыт показал, что такая установка дала свои результаты, намного ускорив дело разоблачения врагов народа. Правда, впоследствии на практике метод физического воздействия был загажен мерзавцами Заковским, Литвиным, Успенским и другими, ибо они превратили его из исключения в правило и стали применять его к случайно арестованным честным людям, за что они понесли должную кару. Но этим нисколько не опорочивается сам метод, поскольку он правильно применяется на практике. Известно, что все буржуазные разведки применяют физическое воздействие в отношении представителей социалистического пролетариата, и притом применяют его в самых безобразных формах. Спрашивается, почему социалистическая разведка должна быть более гуманной в отношении *заядлых* агентов буржуазии, *заклятых* врагов рабочего класса и колхозников. ЦК ВКП считает, что метод физического воздействия должен обязательно применяться и впредь, в виде исключения, в отношении явных и неразоружающихся врагов народа, как совершенно правильный и целесообразный метод. ЦК ВКП требует от секретарей обкомов, крайкомов, ЦК нацкомпартии, чтобы они при проверке работников НКВД руководствовались настоящим разъяснением. Секретарь ЦК ВКП(б) И. СТАЛИН. |
Крім цієї шифротелеграми Сталіна та численних мемуарів, існує ряд інших документів щодо застосування тортур органами НКВС.

## Вербування агентури та провокаторів
НКВС вербувало агентуру та провокаторів зі слабодухих людей, застосовуючи до них компромат, погрози та катування. Такий епізод вербування агентури описаний у спогадах учасника націоналістичного підпілля Данила Шумука. Вербування повстанців ОУН-УПА, захоплених підрозділами НКВД, описані в статті «Спецгрупи НКВС». З завербованих колишніх повстанців ОУН-УПА НКВС створило спецгрупи НКВС, які чинили злочини проти місцевого населення (див. Злочини спецгруп НКВС).
Письменник Михайло Подворняк в своєму творі з назвою «Вітер з Волині» описує випадок, як НКВД намагалося його завербувати шляхом обману.

## Розсекречення діяльності на території України
9 квітня 2015 р. депутати Верховної Ради України, прийняли закон щодо доступу до архівів репресивних органів комуністичного тоталітарного режиму 1917—1991 років. Законом передбачається розкриття та розсекречення всіх архівів з 1917—1991 років та передання їх до Інституту національної пам'яті.

## Публікації
- Списки службовців НКВД в Україні (1935-1939) / упоряд. і пер. Л. Хмельковський. – Львів : Свічадо, 2018. – 564 с. – ISBN 966-938-248-1.
- Олександр Пагіря. На скривавленій землі // Український тиждень, № 34 (199), 19.08.2011 [Архівовано 23 грудня 2016 у Wayback Machine.]

## Рекомендована література
- Васильєв В., Подкур Р. Радянські карателі. Співробітники НКВС — виконавці "Великого терору" на Поділлі / НАН України. Інститут історії України. ‒ K.: Видавець В. Захаренко, 2017. ‒ 240 с. - ISBN 978-966-2258-12-7